# Lista över ledamöter av Sveriges riksdag 2014–2018
Det här är en lista över ledamöter av Sveriges riksdag under mandatperioden 2014–2018. Riksdagen är den fjortonde sedan övergången till enkammarriksdag 1970.

## Invalda ledamöter
Nedan listas de ledamöter som valdes in vid riksdagsvalet 2014. Ledamöterna tillträdde i samband med uppropet för den nya riksdagen den 29 september 2014. För ledamöter som avgått samt nya ledamöter under mandatperioden, se rubriken Ledamöter som avgått/nya ledamöter.
| Plats | Ledamot                       | Parti | Parti               | Valkrets                     |
| ----- | ----------------------------- | ----- | ------------------- | ---------------------------- |
| 209   | Amir Adan                     |       | Moderaterna         | Stockholms kommun            |
| 154   | Anders Hansson                |       | Moderaterna         | Skåne läns södra             |
| 30    | Andreas Norlén                |       | Moderaterna         | Östergötlands län            |
| 94    | Anette Åkesson                |       | Moderaterna         | Skåne läns norra och östra   |
| 84    | Anna Kinberg Batra            |       | Moderaterna         | Stockholms län               |
| 185   | Ann-Charlotte Hammar Johnsson |       | Moderaterna         | Skåne läns västra            |
| 10    | Annicka Engblom               |       | Moderaterna         | Blekinge län                 |
| 85    | Anti Avsan                    |       | Moderaterna         | Stockholms län               |
| 24    | Beatrice Ask                  |       | Moderaterna         | Stockholms kommun            |
| 9     | Betty Malmberg                |       | Moderaterna         | Östergötlands län            |
| 155   | Boriana Åberg                 |       | Moderaterna         | Skåne läns södra             |
| 231   | Camilla Waltersson Grönvall   |       | Moderaterna         | Västra Götalands läns norra  |
| 105   | Carl-Oskar Bohlin             |       | Moderaterna         | Dalarnas län                 |
| 83    | Catharina Elmsäter-Svärd      |       | Moderaterna         | Stockholms län               |
| 190   | Cecilia Magnusson             |       | Moderaterna         | Göteborgs kommun             |
| 42    | Cecilia Widegren              |       | Moderaterna         | Västra Götalands läns östra  |
| 305   | Cecilie Tenfjord-Toftby       |       | Moderaterna         | Västra Götalands läns södra  |
| 44    | Christian Holm Barenfeld      |       | Moderaterna         | Värmlands län                |
| 168   | Edward Riedl                  |       | Moderaterna         | Västerbottens län            |
| 232   | Elisabeth Svantesson          |       | Moderaterna         | Örebro län                   |
| 229   | Ellen Juntti                  |       | Moderaterna         | Västra Götalands läns västra |
| 282   | Erik Andersson                |       | Moderaterna         | Stockholms län               |
| 202   | Eva Lohman                    |       | Moderaterna         | Västernorrlands län          |
| 54    | Ewa Björling                  |       | Moderaterna         | Stockholms län               |
| 125   | Ewa Thalén Finné              |       | Moderaterna         | Skåne läns södra             |
| 31    | Finn Bengtsson                |       | Moderaterna         | Östergötlands län            |
| 4     | Fredrik Reinfeldt             |       | Moderaterna         | Stockholms kommun            |
| 187   | Gunilla Nordgren              |       | Moderaterna         | Skåne läns södra             |
| 34    | Gustaf Hoffstedt              |       | Moderaterna         | Gotlands län                 |
| 112   | Göran Pettersson              |       | Moderaterna         | Stockholms län               |
| 177   | Hanif Bali                    |       | Moderaterna         | Stockholms län               |
| 226   | Hans Rothenberg               |       | Moderaterna         | Göteborgs kommun             |
| 64    | Hans Wallmark                 |       | Moderaterna         | Skåne läns norra och östra   |
| 252   | Helena Bouveng                |       | Moderaterna         | Jönköpings län               |
| 55    | Hillevi Engström              |       | Moderaterna         | Stockholms län               |
| 320   | Ida Drougge                   |       | Moderaterna         | Stockholms län               |
| 304   | Jan Ericson                   |       | Moderaterna         | Västra Götalands läns södra  |
| 91    | Jan R. Andersson              |       | Moderaterna         | Kalmar län                   |
| 261   | Jenny Petersson               |       | Moderaterna         | Hallands län                 |
| 261   | Jessica Polfjärd              |       | Moderaterna         | Västmanlands län             |
| 243   | Jessica Rosencrantz           |       | Moderaterna         | Stockholms kommun            |
| 57    | Jessika Roswall               |       | Moderaterna         | Uppsala län                  |
| 171   | Johan Forssell                |       | Moderaterna         | Stockholms kommun            |
| 254   | Johan Hultberg                |       | Moderaterna         | Kronobergs län               |
| 256   | Jonas Jacobsson Gjörtler      |       | Moderaterna         | Skåne läns västra            |
| 121   | Jörgen Andersson              |       | Moderaterna         | Kalmar län                   |
| 332   | Jörgen Warborn                |       | Moderaterna         | Hallands län                 |
| 26    | Karin Enström                 |       | Moderaterna         | Stockholms län               |
| 218   | Katarina Brännström           |       | Moderaterna         | Kronobergs län               |
| 240   | Krister Hammarbergh           |       | Moderaterna         | Norrbottens län              |
| 227   | Lars Hjälmered                |       | Moderaterna         | Göteborgs kommun             |
| 128   | Lars-Arne Staxäng             |       | Moderaterna         | Västra Götalands läns västra |
| 200   | Lena Asplund                  |       | Moderaterna         | Västernorrlands län          |
| 298   | Lisbeth Sundén Andersson      |       | Moderaterna         | Göteborgs kommun             |
| 250   | Lotta Finstorp                |       | Moderaterna         | Södermanlands län            |
| 306   | Lotta Olsson                  |       | Moderaterna         | Örebro län                   |
| 47    | Margareta Berg Kjellin        |       | Moderaterna         | Gävleborgs län               |
| 110   | Margareta Cederfelt           |       | Moderaterna         | Stockholms kommun            |
| 206   | Maria Abrahamsson             |       | Moderaterna         | Stockholms kommun            |
| 97    | Maria Malmer Stenergard       |       | Moderaterna         | Skåne läns norra och östra   |
| 99    | Maria Plass                   |       | Moderaterna         | Västra Götalands läns västra |
| 246   | Maria Stockhaus               |       | Moderaterna         | Stockholms län               |
| 325   | Mats Green                    |       | Moderaterna         | Jönköpings län               |
| 189   | Michael Svensson              |       | Moderaterna         | Hallands län                 |
| 194   | Mikael Cederbratt             |       | Moderaterna         | Västra Götalands läns norra  |
| 285   | Niklas Wykman                 |       | Moderaterna         | Stockholms län               |
| 63    | Olof Lavesson                 |       | Moderaterna         | Malmö kommun                 |
| 92    | Patrick Reslow                |       | Moderaterna         | Malmö kommun                 |
| 6     | Per Bill                      |       | Moderaterna         | Uppsala län                  |
| 147   | Per Westerberg                |       | Moderaterna         | Södermanlands län            |
| 73    | Pia Hallström                 |       | Moderaterna         | Värmlands län                |
| 311   | Saila Quicklund               |       | Moderaterna         | Jämtlands län                |
| 140   | Sofia Arkelsten               |       | Moderaterna         | Stockholms kommun            |
| 321   | Sofia Fölster                 |       | Moderaterna         | Stockholms län               |
| 324   | Sotiris Delis                 |       | Moderaterna         | Jönköpings län               |
| 71    | Sten Bergheden                |       | Moderaterna         | Västra Götalands läns östra  |
| 221   | Thomas Finnborg               |       | Moderaterna         | Skåne läns västra            |
| 316   | Tina Ghasemi                  |       | Moderaterna         | Stockholms kommun            |
| 1     | Tobias Billström              |       | Moderaterna         | Malmö kommun                 |
| 49    | Tomas Tobé                    |       | Moderaterna         | Gävleborgs län               |
| 45    | Ulf Berg                      |       | Moderaterna         | Dalarnas län                 |
| 179   | Ulf Kristersson               |       | Moderaterna         | Södermanlands län            |
| 28    | Ulrika Karlsson               |       | Moderaterna         | Uppsala län                  |
| 309   | Åsa Coenraads                 |       | Moderaterna         | Västmanlands län             |
| 134   | Anders Ahlgren                |       | Centerpartiet       | Dalarnas län                 |
| 76    | Anders W. Jonsson             |       | Centerpartiet       | Gävleborgs län               |
| 90    | Anders Åkesson                |       | Centerpartiet       | Kalmar län                   |
| 253   | Annie Lööf                    |       | Centerpartiet       | Jönköpings län               |
| 161   | Annika Qarlsson               |       | Centerpartiet       | Västra Götalands läns norra  |
| 133   | Daniel Bäckström              |       | Centerpartiet       | Värmlands län                |
| 274   | Emil Källström                |       | Centerpartiet       | Västernorrlands län          |
| 182   | Eskil Erlandsson              |       | Centerpartiet       | Kronobergs län               |
| 193   | Fredrik Christensson          |       | Centerpartiet       | Västra Götalands läns västra |
| 139   | Helena Lindahl                |       | Centerpartiet       | Västerbottens län            |
| 244   | Johan Hedin                   |       | Centerpartiet       | Stockholms kommun            |
| 315   | Johanna Jönsson               |       | Centerpartiet       | Stockholms kommun            |
| 53    | Kerstin Lundgren              |       | Centerpartiet       | Stockholms län               |
| 294   | Kristina Yngwe                |       | Centerpartiet       | Skåne läns södra             |
| 32    | Lena Ek                       |       | Centerpartiet       | Östergötlands län            |
| 225   | Ola Johansson                 |       | Centerpartiet       | Hallands län                 |
| 114   | Per Lodenius                  |       | Centerpartiet       | Stockholms län               |
| 310   | Per Åsling                    |       | Centerpartiet       | Jämtlands län                |
| 65    | Per-Ingvar Johnsson           |       | Centerpartiet       | Skåne läns norra och östra   |
| 265   | Rickard Nordin                |       | Centerpartiet       | Göteborgs kommun             |
| 29    | Solveig Zander                |       | Centerpartiet       | Uppsala län                  |
| 70    | Ulrika Carlsson               |       | Centerpartiet       | Västra Götalands läns östra  |
| 62    | Allan Widman                  |       | Liberalerna         | Malmö kommun                 |
| 25    | Barbro Westerholm             |       | Liberalerna         | Stockholms län               |
| 297   | Bengt Eliasson                |       | Liberalerna         | Hallands län                 |
| 80    | Birgitta Ohlsson              |       | Liberalerna         | Stockholms kommun            |
| 38    | Christer Nylander             |       | Liberalerna         | Skåne läns norra och östra   |
| 288   | Emma Carlsson Löfdahl         |       | Liberalerna         | Jönköpings län               |
| 143   | Erik Ullenhag                 |       | Liberalerna         | Stockholms kommun            |
| 141   | Fredrik Malm                  |       | Liberalerna         | Stockholms kommun            |
| 113   | Jan Björklund                 |       | Liberalerna         | Stockholms län               |
| 196   | Johan Pehrson                 |       | Liberalerna         | Örebro län                   |
| 40    | Lars Tysklind                 |       | Liberalerna         | Västra Götalands läns västra |
| 213   | Maria Arnholm                 |       | Liberalerna         | Stockholms län               |
| 146   | Maria Weimer                  |       | Liberalerna         | Uppsala län                  |
| 89    | Mathias Sundin                |       | Liberalerna         | Östergötlands län            |
| 259   | Mats Persson                  |       | Liberalerna         | Skåne läns södra             |
| 337   | Robert Hannah                 |       | Liberalerna         | Göteborgs kommun             |
| 308   | Roger Haddad                  |       | Liberalerna         | Västmanlands län             |
| 339   | Said Abdu                     |       | Liberalerna         | Västra Götalands läns norra  |
| 220   | Torkild Strandberg            |       | Liberalerna         | Skåne läns västra            |
| 291   | Andreas Carlson               |       | Kristdemokraterna   | Jönköpings län               |
| 100   | Annika Eclund                 |       | Kristdemokraterna   | Västra Götalands läns östra  |
| 336   | Aron Modig                    |       | Kristdemokraterna   | Göteborgs kommun             |
| 208   | Caroline Szyber               |       | Kristdemokraterna   | Stockholms kommun            |
| 111   | Désirée Pethrus               |       | Kristdemokraterna   | Stockholms kommun            |
| 144   | Emma Henriksson               |       | Kristdemokraterna   | Stockholms län               |
| 156   | Göran Hägglund                |       | Kristdemokraterna   | Hallands län                 |
| 212   | Jakob Forssmed                |       | Kristdemokraterna   | Stockholms län               |
| 233   | Lars-Axel Nordell             |       | Kristdemokraterna   | Örebro län                   |
| 119   | Magnus Oscarsson              |       | Kristdemokraterna   | Östergötlands län            |
| 7     | Mikael Oscarsson              |       | Kristdemokraterna   | Uppsala län                  |
| 230   | Penilla Gunther               |       | Kristdemokraterna   | Västra Götalands läns norra  |
| 174   | Robert Halef                  |       | Kristdemokraterna   | Stockholms län               |
| 158   | Roland Utbult                 |       | Kristdemokraterna   | Västra Götalands läns västra |
| 258   | Sofia Damm                    |       | Kristdemokraterna   | Skåne läns södra             |
| 15    | Tuve Skånberg                 |       | Kristdemokraterna   | Skåne läns norra och östra   |
| 296   | Adnan Dibrani                 |       | Socialdemokraterna  | Hallands län                 |
| 27    | Agneta Gille                  |       | Socialdemokraterna  | Uppsala län                  |
| 319   | Alexandra Völker              |       | Socialdemokraterna  | Stockholms län               |
| 50    | Anders Ygeman                 |       | Socialdemokraterna  | Stockholms kommun            |
| 299   | Anna Johansson                |       | Socialdemokraterna  | Göteborgs kommun             |
| 342   | Anna Wallén                   |       | Socialdemokraterna  | Västmanlands län             |
| 126   | Anna Wallentheim              |       | Socialdemokraterna  | Skåne läns norra och östra   |
| 346   | Anna-Caren Sätherberg         |       | Socialdemokraterna  | Jämtlands län                |
| 58    | Anna-Lena Sörenson            |       | Socialdemokraterna  | Östergötlands län            |
| 268   | Ann-Christin Ahlberg          |       | Socialdemokraterna  | Västra Götalands läns södra  |
| 66    | Annelie Karlsson              |       | Socialdemokraterna  | Skåne läns norra och östra   |
| 87    | Ardalan Shekarabi             |       | Socialdemokraterna  | Uppsala län                  |
| 173   | Arhe Hamednaca                |       | Socialdemokraterna  | Stockholms kommun            |
| 19    | Berit Högman                  |       | Socialdemokraterna  | Värmlands län                |
| 5     | Björn von Sydow               |       | Socialdemokraterna  | Stockholms län               |
| 204   | Björn Wiechel                 |       | Socialdemokraterna  | Västerbottens län            |
| 278   | Carin Jämtin                  |       | Socialdemokraterna  | Stockholms kommun            |
| 41    | Carina Ohlsson                |       | Socialdemokraterna  | Västra Götalands läns östra  |
| 214   | Caroline Helmersson Olsson    |       | Socialdemokraterna  | Södermanlands län            |
| 68    | Catharina Bråkenhielm         |       | Socialdemokraterna  | Västra Götalands läns västra |
| 33    | Christer Engelhardt           |       | Socialdemokraterna  | Gotlands län                 |
| 106   | Elin Lundgren                 |       | Socialdemokraterna  | Gävleborgs län               |
| 281   | Emanuel Öz                    |       | Socialdemokraterna  | Stockholms kommun            |
| 348   | Emilia Töyrä                  |       | Socialdemokraterna  | Norrbottens län              |
| 167   | Eva Sonidsson                 |       | Socialdemokraterna  | Västernorrlands län          |
| 199   | Eva-Lena Jansson              |       | Socialdemokraterna  | Örebro län                   |
| 276   | Fredrik Lundh Sammeli         |       | Socialdemokraterna  | Norrbottens län              |
| 178   | Fredrik Olovsson              |       | Socialdemokraterna  | Södermanlands län            |
| 191   | Gunilla Carlsson              |       | Socialdemokraterna  | Göteborgs kommun             |
| 102   | Gunilla Svantorp              |       | Socialdemokraterna  | Värmlands län                |
| 277   | Hannah Bergstedt              |       | Socialdemokraterna  | Norrbottens län              |
| 215   | Hans Ekström                  |       | Socialdemokraterna  | Södermanlands län            |
| 157   | Hans Hoff                     |       | Socialdemokraterna  | Hallands län                 |
| 74    | Hans Unander                  |       | Socialdemokraterna  | Dalarnas län                 |
| 78    | Helén Pettersson              |       | Socialdemokraterna  | Västerbottens län            |
| 216   | Helene Petersson              |       | Socialdemokraterna  | Jönköpings län               |
| 37    | Hillevi Larsson               |       | Socialdemokraterna  | Malmö kommun                 |
| 234   | Håkan Bergman                 |       | Socialdemokraterna  | Örebro län                   |
| 61    | Håkan Juholt                  |       | Socialdemokraterna  | Kalmar län                   |
| 115   | Ibrahim Baylan                |       | Socialdemokraterna  | Stockholms län               |
| 145   | Ingela Nylund Watz            |       | Socialdemokraterna  | Stockholms län               |
| 203   | Ingemar Nilsson               |       | Socialdemokraterna  | Västernorrlands län          |
| 138   | Isak From                     |       | Socialdemokraterna  | Västerbottens län            |
| 16    | Jan-Olof Larsson              |       | Socialdemokraterna  | Västra Götalands läns västra |
| 201   | Jasenko Omanovic              |       | Socialdemokraterna  | Västernorrlands län          |
| 188   | Jennie Nilsson                |       | Socialdemokraterna  | Hallands län                 |
| 59    | Johan Andersson               |       | Socialdemokraterna  | Östergötlands län            |
| 335   | Johan Büser                   |       | Socialdemokraterna  | Göteborgs kommun             |
| 8     | Johan Löfstrand               |       | Socialdemokraterna  | Östergötlands län            |
| 326   | Johanna Haraldsson            |       | Socialdemokraterna  | Jönköpings län               |
| 132   | Jonas Gunnarsson              |       | Socialdemokraterna  | Värmlands län                |
| 195   | Jörgen Hellman                |       | Socialdemokraterna  | Västra Götalands läns norra  |
| 347   | Kalle Olsson                  |       | Socialdemokraterna  | Jämtlands län                |
| 79    | Katarina Köhler               |       | Socialdemokraterna  | Västerbottens län            |
| 69    | Kenneth G. Forslund           |       | Socialdemokraterna  | Västra Götalands läns västra |
| 184   | Kent Härstedt                 |       | Socialdemokraterna  | Skåne läns västra            |
| 186   | Kerstin Nilsson               |       | Socialdemokraterna  | Skåne läns södra             |
| 60    | Krister Örnfjäder             |       | Socialdemokraterna  | Kalmar län                   |
| 238   | Kristina Nilsson              |       | Socialdemokraterna  | Västernorrlands län          |
| 343   | Lars Eriksson                 |       | Socialdemokraterna  | Västmanlands län             |
| 20    | Lars Mejern Larsson           |       | Socialdemokraterna  | Värmlands län                |
| 36    | Leif Jakobsson                |       | Socialdemokraterna  | Malmö kommun                 |
| 249   | Leif Nysmed                   |       | Socialdemokraterna  | Stockholms län               |
| 241   | Leif Pettersson               |       | Socialdemokraterna  | Norrbottens län              |
| 292   | Lena Emilsson                 |       | Socialdemokraterna  | Skåne läns västra            |
| 120   | Lena Hallengren               |       | Socialdemokraterna  | Kalmar län                   |
| 197   | Lennart Axelsson              |       | Socialdemokraterna  | Örebro län                   |
| 247   | Magdalena Andersson           |       | Socialdemokraterna  | Stockholms län               |
| 14    | Magnus Manhammar              |       | Socialdemokraterna  | Blekinge län                 |
| 303   | Maria Andersson Willner       |       | Socialdemokraterna  | Västra Götalands läns norra  |
| 135   | Maria Strömkvist              |       | Socialdemokraterna  | Dalarnas län                 |
| 35    | Marie Granlund                |       | Socialdemokraterna  | Malmö kommun                 |
| 198   | Matilda Ernkrans              |       | Socialdemokraterna  | Örebro län                   |
| 263   | Mattias Jonsson               |       | Socialdemokraterna  | Göteborgs kommun             |
| 148   | Mattias Ottosson              |       | Socialdemokraterna  | Östergötlands län            |
| 162   | Mikael Dahlqvist              |       | Socialdemokraterna  | Värmlands län                |
| 82    | Mikael Damberg                |       | Socialdemokraterna  | Stockholms län               |
| 17    | Monica Green                  |       | Socialdemokraterna  | Västra Götalands läns östra  |
| 255   | Monica Haider                 |       | Socialdemokraterna  | Kronobergs län               |
| 124   | Morgan Johansson              |       | Socialdemokraterna  | Skåne läns södra             |
| 329   | Niklas Karlsson               |       | Socialdemokraterna  | Skåne läns västra            |
| 237   | Olle Thorell                  |       | Socialdemokraterna  | Västmanlands län             |
| 43    | Patrik Björck                 |       | Socialdemokraterna  | Västra Götalands läns östra  |
| 136   | Patrik Lundqvist              |       | Socialdemokraterna  | Gävleborgs län               |
| 267   | Paula Holmqvist               |       | Socialdemokraterna  | Västra Götalands läns norra  |
| 95    | Per-Arne Håkansson            |       | Socialdemokraterna  | Skåne läns norra och östra   |
| 46    | Peter Hultqvist               |       | Socialdemokraterna  | Dalarnas län                 |
| 11    | Peter Jeppsson                |       | Socialdemokraterna  | Blekinge län                 |
| 160   | Peter Johnsson                |       | Socialdemokraterna  | Västra Götalands läns norra  |
| 289   | Peter Persson                 |       | Socialdemokraterna  | Jönköpings län               |
| 340   | Petter Löberg                 |       | Socialdemokraterna  | Västra Götalands läns södra  |
| 269   | Phia Andersson                |       | Socialdemokraterna  | Västra Götalands läns södra  |
| 236   | Pia Nilsson                   |       | Socialdemokraterna  | Västmanlands län             |
| 56    | Pyry Niemi                    |       | Socialdemokraterna  | Uppsala län                  |
| 22    | Raimo Pärssinen               |       | Socialdemokraterna  | Gävleborgs län               |
| 222   | Rikard Larsson                |       | Socialdemokraterna  | Skåne läns södra             |
| 104   | Roza Güclü Hedin              |       | Socialdemokraterna  | Dalarnas län                 |
| 251   | Sara Karlsson                 |       | Socialdemokraterna  | Södermanlands län            |
| 280   | Stefan Löfven                 |       | Socialdemokraterna  | Stockholms kommun            |
| 166   | Susanne Eberstein             |       | Socialdemokraterna  | Västernorrlands län          |
| 12    | Suzanne Svensson              |       | Socialdemokraterna  | Blekinge län                 |
| 312   | Sven-Erik Bucht               |       | Socialdemokraterna  | Norrbottens län              |
| 180   | Teresa Carvalho               |       | Socialdemokraterna  | Östergötlands län            |
| 217   | Thomas Strand                 |       | Socialdemokraterna  | Jönköpings län               |
| 183   | Tomas Eneroth                 |       | Socialdemokraterna  | Kronobergs län               |
| 18    | Urban Ahlin                   |       | Socialdemokraterna  | Västra Götalands läns östra  |
| 205   | Veronica Lindholm             |       | Socialdemokraterna  | Västerbottens län            |
| 51    | Veronica Palm                 |       | Socialdemokraterna  | Stockholms kommun            |
| 330   | Yasmine Larsson               |       | Socialdemokraterna  | Skåne läns västra            |
| 52    | Yilmaz Kerimo                 |       | Socialdemokraterna  | Stockholms län               |
| 81    | Ylva Johansson                |       | Socialdemokraterna  | Stockholms kommun            |
| 23    | Åsa Lindestam                 |       | Socialdemokraterna  | Gävleborgs län               |
| 283   | Åsa Westlund                  |       | Socialdemokraterna  | Stockholms län               |
| 210   | Ali Esbati                    |       | Vänsterpartiet      | Stockholms län               |
| 170   | Amineh Kakabaveh              |       | Vänsterpartiet      | Stockholms kommun            |
| 313   | Birger Lahti                  |       | Vänsterpartiet      | Norrbottens län              |
| 239   | Christina Höj Larsen          |       | Vänsterpartiet      | Västernorrlands län          |
| 165   | Daniel Riazat                 |       | Vänsterpartiet      | Dalarnas län                 |
| 123   | Daniel Sestrajcic             |       | Vänsterpartiet      | Malmö kommun                 |
| 116   | Emma Wallrup                  |       | Vänsterpartiet      | Uppsala län                  |
| 228   | Hans Linde                    |       | Vänsterpartiet      | Göteborgs kommun             |
| 163   | Håkan Svenneling              |       | Vänsterpartiet      | Värmlands län                |
| 207   | Jens Holm                     |       | Vänsterpartiet      | Stockholms kommun            |
| 109   | Jonas Sjöstedt                |       | Vänsterpartiet      | Västerbottens län            |
| 279   | Karin Rågsjö                  |       | Vänsterpartiet      | Stockholms kommun            |
| 149   | Linda Snecker                 |       | Vänsterpartiet      | Östergötlands län            |
| 287   | Lotta Johnsson Fornarve       |       | Vänsterpartiet      | Södermanlands län            |
| 301   | Maj Karlsson                  |       | Vänsterpartiet      | Göteborgs kommun             |
| 235   | Mia Sydow Mölleby             |       | Vänsterpartiet      | Örebro län                   |
| 318   | Nooshi Dadgostar              |       | Vänsterpartiet      | Stockholms län               |
| 130   | Rossana Dinamarca             |       | Vänsterpartiet      | Västra Götalands läns norra  |
| 344   | Stig Henriksson               |       | Vänsterpartiet      | Västmanlands län             |
| 48    | Ulla Andersson                |       | Vänsterpartiet      | Gävleborgs län               |
| 98    | Wiwi-Anne Johansson           |       | Vänsterpartiet      | Västra Götalands läns västra |
| 224   | Agneta Börjesson              |       | Miljöpartiet        | Hallands län                 |
| 137   | Anders Schröder               |       | Miljöpartiet        | Gävleborgs län               |
| 211   | Annika Hirvonen Falk          |       | Miljöpartiet        | Stockholms län               |
| 88    | Annika Lillemets              |       | Miljöpartiet        | Östergötlands län            |
| 248   | Carl Schlyter                 |       | Miljöpartiet        | Stockholms län               |
| 327   | Emma Hult                     |       | Miljöpartiet        | Jönköpings län               |
| 192   | Emma Nohrén                   |       | Miljöpartiet        | Västra Götalands läns västra |
| 3     | Esabelle Dingizian            |       | Miljöpartiet        | Stockholms län               |
| 39    | Gustav Fridolin               |       | Miljöpartiet        | Skåne läns norra och östra   |
| 108   | Jabar Amin                    |       | Miljöpartiet        | Västerbottens län            |
| 21    | Jan Lindholm                  |       | Miljöpartiet        | Dalarnas län                 |
| 302   | Janine Alm Ericson            |       | Miljöpartiet        | Västra Götalands läns norra  |
| 270   | Jonas Eriksson                |       | Miljöpartiet        | Örebro län                   |
| 153   | Karin Svensson Smith          |       | Miljöpartiet        | Skåne läns södra             |
| 264   | Lise Nordin                   |       | Miljöpartiet        | Göteborgs kommun             |
| 322   | Marco Venegas                 |       | Miljöpartiet        | Södermanlands län            |
| 242   | Maria Ferm                    |       | Miljöpartiet        | Stockholms kommun            |
| 117   | Niclas Malmberg               |       | Miljöpartiet        | Uppsala län                  |
| 142   | Per Bolund                    |       | Miljöpartiet        | Stockholms kommun            |
| 314   | Per Olsson                    |       | Miljöpartiet        | Stockholms kommun            |
| 152   | Rasmus Ling                   |       | Miljöpartiet        | Malmö kommun                 |
| 293   | Rickard Persson               |       | Miljöpartiet        | Skåne läns västra            |
| 72    | Stina Bergström               |       | Miljöpartiet        | Värmlands län                |
| 262   | Valter Mutt                   |       | Miljöpartiet        | Göteborgs kommun             |
| 172   | Åsa Romson                    |       | Miljöpartiet        | Stockholms kommun            |
| 245   | Adam Marttinen                |       | Sverigedemokraterna | Stockholms kommun            |
| 93    | Anders Forsberg               |       | Sverigedemokraterna | Malmö kommun                 |
| 317   | Angelika Bengtsson            |       | Sverigedemokraterna | Stockholms kommun            |
| 169   | Anna Hagwall                  |       | Sverigedemokraterna | Västerbottens län            |
| 331   | Aron Emilsson                 |       | Sverigedemokraterna | Skåne läns västra            |
| 2     | Björn Söder                   |       | Sverigedemokraterna | Stockholms län               |
| 175   | Carina Ståhl Herrstedt        |       | Sverigedemokraterna | Stockholms län               |
| 150   | Christina Östberg             |       | Sverigedemokraterna | Kalmar län                   |
| 181   | Christoffer Dulny             |       | Sverigedemokraterna | Västra Götalands läns östra  |
| 271   | David Lång                    |       | Sverigedemokraterna | Örebro län                   |
| 328   | Dennis Dioukarev              |       | Sverigedemokraterna | Jönköpings län               |
| 349   | Hanna Wigh                    |       | Sverigedemokraterna | Norrbottens län              |
| 333   | Jeff Ahl                      |       | Sverigedemokraterna | Hallands län                 |
| 122   | Jennie Åfeldt                 |       | Sverigedemokraterna | Malmö kommun                 |
| 290   | Jimmie Åkesson                |       | Sverigedemokraterna | Jönköpings län               |
| 300   | Jimmy Ståhl                   |       | Sverigedemokraterna | Göteborgs kommun             |
| 127   | Johan Nissinen                |       | Sverigedemokraterna | Skåne läns norra och östra   |
| 260   | Johnny Skalin                 |       | Sverigedemokraterna | Hallands län                 |
| 338   | Jonas Millard                 |       | Sverigedemokraterna | Västra Götalands läns norra  |
| 273   | Jonas Åkerlund                |       | Sverigedemokraterna | Västmanlands län             |
| 86    | Josef Fransson                |       | Sverigedemokraterna | Uppsala län                  |
| 176   | Julia Kronlid                 |       | Sverigedemokraterna | Stockholms län               |
| 67    | Kent Ekeroth                  |       | Sverigedemokraterna | Skåne läns norra och östra   |
| 131   | Kristina Winberg              |       | Sverigedemokraterna | Västra Götalands läns södra  |
| 96    | Linus Bylund                  |       | Sverigedemokraterna | Skåne läns norra och östra   |
| 164   | Magnus Persson                |       | Sverigedemokraterna | Dalarnas län                 |
| 101   | Margareta Larsson             |       | Sverigedemokraterna | Västra Götalands läns östra  |
| 266   | Markus Wiechel                |       | Sverigedemokraterna | Västra Götalands läns norra  |
| 334   | Martin Kinnunen               |       | Sverigedemokraterna | Göteborgs kommun             |
| 275   | Mattias Bäckström Johansson   |       | Sverigedemokraterna | Västernorrlands län          |
| 103   | Mattias Karlsson              |       | Sverigedemokraterna | Värmlands län                |
| 107   | Mikael Eskilandersson         |       | Sverigedemokraterna | Gävleborgs län               |
| 77    | Mikael Jansson                |       | Sverigedemokraterna | Gävleborgs län               |
| 286   | Olle Felten                   |       | Sverigedemokraterna | Södermanlands län            |
| 323   | Oscar Sjöstedt                |       | Sverigedemokraterna | Södermanlands län            |
| 223   | Patrik Jönsson                |       | Sverigedemokraterna | Skåne läns södra             |
| 151   | Paula Bieler                  |       | Sverigedemokraterna | Kalmar län                   |
| 295   | Pavel Gamov                   |       | Sverigedemokraterna | Skåne läns södra             |
| 159   | Per Klarberg                  |       | Sverigedemokraterna | Västra Götalands läns västra |
| 219   | Per Ramhorn                   |       | Sverigedemokraterna | Kronobergs län               |
| 341   | Peter Lundgren                |       | Sverigedemokraterna | Östergötlands län            |
| 13    | Richard Jomshof               |       | Sverigedemokraterna | Blekinge län                 |
| 284   | Roger Hedlund                 |       | Sverigedemokraterna | Stockholms län               |
| 257   | Roger Richthoff               |       | Sverigedemokraterna | Skåne läns västra            |
| 118   | Runar Filper                  |       | Sverigedemokraterna | Östergötlands län            |
| 307   | Sara-Lena Bjälkö              |       | Sverigedemokraterna | Örebro län                   |
| 345   | Stefan Jakobsson              |       | Sverigedemokraterna | Västmanlands län             |
| 75    | Sven-Olof Sällström           |       | Sverigedemokraterna | Dalarnas län                 |
| 129   | Tony Wiklander                |       | Sverigedemokraterna | Västra Götalands läns västra |

## Ledamöter som avgått/nya ledamöter
Nedan listas ledamöter som avgått eller avlidit samt nya ledamöter under mandatperioden.
| Plats | Avgången ledamot         | Tillträdde        | Avgick            | Parti | Parti               | Valkrets                     | Ny ledamot               |
| ----- | ------------------------ | ----------------- | ----------------- | ----- | ------------------- | ---------------------------- | ------------------------ |
| 131   | Kristina Winberg         | 29 september 2014 | 29 september 2014 |       | Sverigedemokraterna | Västra Götalands läns östra  | Robert Stenkvist         |
| 341   | Peter Lundgren           | 29 september 2014 | 29 september 2014 |       | Sverigedemokraterna | Västra Götalands läns östra  | Nina Kain                |
| 181   | Christoffer Dulny        | 29 september 2014 | 29 september 2014 |       | Sverigedemokraterna | Östergötlands län            | Cassandra Sundin         |
| 54    | Ewa Björling             | 29 september 2014 | 16 oktober 2014   |       | Moderaterna         | Stockholms län               | Fredrik Schulte          |
| 83    | Catharina Elmsäter-Svärd | 29 september 2014 | 16 december 2014  |       | Moderaterna         | Stockholms län               | Isabella Hökmark         |
| 220   | Torkild Strandberg       | 29 september 2014 | 18 december 2014  |       | Liberalerna         | Skåne läns västra            | Tina Acketoft            |
| 223   | Patrik Jönsson           | 29 september 2014 | 21 december 2014  |       | Sverigedemokraterna | Skåne läns södra             | Fredrik Eriksson         |
| 147   | Per Westerberg           | 29 september 2014 | 30 december 2014  |       | Moderaterna         | Södermanlands län            | Erik Bengtzboe           |
| 4     | Fredrik Reinfeldt        | 29 september 2014 | 31 december 2014  |       | Moderaterna         | Stockholms kommun            | Dag Klackenberg          |
| 34    | Gustaf Hoffstedt         | 29 september 2014 | 18 januari 2015   |       | Moderaterna         | Gotlands län                 | Jesper Skalberg Karlsson |
| 55    | Hillevi Engström         | 29 september 2014 | 19 januari 2015   |       | Moderaterna         | Stockholms län               | Erik Ottoson             |
| 33    | Christer Engelhardt      | 29 september 2014 | 31 januari 2015   |       | Socialdemokraterna  | Gotlands län                 | Hanna Westerén           |
| 196   | Johan Pehrson            | 29 september 2014 | 19 april 2015     |       | Liberalerna         | Örebro län                   | Christina Örnebjär       |
| 156   | Göran Hägglund           | 29 september 2014 | 24 april 2015     |       | Kristdemokraterna   | Hallands län                 | Larry Söder              |
| 32    | Lena Ek                  | 29 september 2014 | 31 juli 2015      |       | Centerpartiet       | Östergötlands län            | Staffan Danielsson       |
| 6     | Per Bill                 | 29 september 2014 | 27 augusti 2015   |       | Moderaterna         | Uppsala län                  | Marta Obminska           |
| 51    | Veronica Palm            | 29 september 2014 | 30 september 2015 |       | Socialdemokraterna  | Stockholms kommun            | Lawen Redar              |
| 134   | Anders Ahlgren           | 29 september 2014 | 10 januari 2016   |       | Centerpartiet       | Dalarnas län                 | Peter Helander           |
| 143   | Erik Ullenhag            | 29 september 2014 | 25 augusti 2016   |       | Liberalerna         | Stockholms kommun            | Nina Lundström           |
| 61    | Håkan Juholt             | 29 september 2014 | 11 september 2016 |       | Socialdemokraterna  | Kalmar län                   | Laila Naraghi            |
| 45    | Ulf Berg                 | 29 september 2014 | 12 september 2016 |       | Moderaterna         | Dalarnas län                 | Ann-Britt Åsebol         |
| 73    | Pia Hallström            | 29 september 2014 | 11 oktober 2016   |       | Moderaterna         | Värmlands län                | Pål Jonson               |
| 16    | Jan-Olof Larsson         | 29 september 2014 | 9 januari 2017    |       | Socialdemokraterna  | Västra Götalands läns västra | Petra Ekerum             |
| 47    | Margareta Berg Kjellin   | 29 september 2014 | 14 februari 2017  |       | Moderaterna         | Gävleborgs län               | Lars Beckman             |
| 74    | Hans Unander             | 29 september 2014 | 31 mars 2017      |       | Socialdemokraterna  | Dalarnas län                 | Patrik Engström          |
| 278   | Carin Jämtin             | 29 september 2014 | 28 maj 2017       |       | Socialdemokraterna  | Stockholms kommun            | Börje Vestlund           |
| 93    | Anders Forsberg          | 29 september 2014 | 1 juni 2017       |       | Sverigedemokraterna | Malmö kommun                 | Heidi Karlsson           |
| 228   | Hans Linde               | 29 september 2014 | 7 juni 2017       |       | Vänsterpartiet      | Göteborgs kommun             | Yasmine Posio            |
| 172   | Åsa Romson               | 29 september 2014 | 14 juli 2017      |       | Miljöpartiet        | Stockholms kommun            | Pernilla Stålhammar      |
| 123   | Daniel Sestrajcic        | 29 september 2014 | 31 augusti 2017   |       | Vänsterpartiet      | Malmö kommun                 | Momodou Jallow           |
| 278   | Börje Vestlund           | 29 maj 2017       | 22 september 2017 |       | Socialdemokraterna  | Stockholms kommun            | Teres Lindberg           |
| 98    | Wiwi-Anne Johansson      | 29 september 2014 | 31 oktober 2017   |       | Vänsterpartiet      | Västra Götalands läns västra | Hamza Demir              |
| 344   | Stig Henriksson          | 29 september 2014 | 31 oktober 2017   |       | Vänsterpartiet      | Västmanlands län             | Vasiliki Tsouplaki       |
| 343   | Lars Eriksson            | 29 september 2014 | 20 mars 2018      |       | Socialdemokraterna  | Västmanlands län             | Gabriel Wikström         |
| 343   | Gabriel Wikström         | 20 mars 2018      | 22 mars 2018      |       | Socialdemokraterna  | Västmanlands län             | Åsa Eriksson             |
| 19    | Berit Högman             | 29 september 2014 | 26 mars 2018      |       | Socialdemokraterna  | Värmlands län                | Eva-Lena Gustavsson      |
| 251   | Sara Karlsson            | 29 september 2014 | 14 maj 2018       |       | Socialdemokraterna  | Södermanlands län            | Jacob Sandgren           |
| 251   | Jacob Sandgren           | 14 maj 2018       | 17 maj 2018       |       | Socialdemokraterna  | Södermanlands län            | Leif Hård                |
| 116   | Emma Wallrup             | 29 september 2014 | 7 juni 2018       |       | Vänsterpartiet      | Uppsala län                  | Jeannette Escanilla      |

## Ersättare
Nedan listas ersättare som tjänstgjort för ordinarie ledamöter under mandatperioden.
| Plats | Ersättare                | Tillträdde        | Avgick            | Parti | Parti               | Valkrets                     | Ordinarie ledamot        |
| ----- | ------------------------ | ----------------- | ----------------- | ----- | ------------------- | ---------------------------- | ------------------------ |
| 55    | Alexandra Anstrell       | 29 september 2014 | 3 oktober 2014    |       | Moderaterna         | Stockholms län               | Hillevi Engström         |
| 213   | Gulan Avci               | 29 september 2014 | 3 oktober 2014    |       | Liberalerna         | Stockholms län               | Maria Arnholm            |
| 179   | Erik Bengtzboe           | 29 september 2014 | 3 oktober 2014    |       | Moderaterna         | Södermanlands län            | Ulf Kristersson          |
| 24    | Gustav Blix              | 29 september 2014 | 3 oktober 2014    |       | Moderaterna         | Stockholms kommun            | Beatrice Ask             |
| 32    | Staffan Danielsson       | 29 september 2014 | 3 oktober 2014    |       | Centerpartiet       | Östergötlands län            | Lena Ek                  |
| 18    | Erik Ezelius             | 29 september 2014 | 11 oktober 2015   |       | Socialdemokraterna  | Västra Götalands läns östra  | Urban Ahlin              |
| 232   | Rene Francis             | 29 september 2014 | 3 oktober 2014    |       | Moderaterna         | Örebro län                   | Elisabeth Svantesson     |
| 113   | Carl B. Hamilton         | 29 september 2014 | 3 oktober 2014    |       | Liberalerna         | Stockholms län               | Jan Björklund            |
| 26    | Isabella Hökmark         | 29 september 2014 | 3 oktober 2014    |       | Moderaterna         | Stockholms län               | Karin Enström            |
| 143   | Karin Karlsbro           | 29 september 2014 | 3 oktober 2014    |       | Liberalerna         | Stockholms kommun            | Erik Ullenhag            |
| 4     | Dag Klackenberg          | 29 september 2014 | 3 oktober 2014    |       | Moderaterna         | Stockholms kommun            | Fredrik Reinfeldt        |
| 253   | Göran Lindell            | 29 september 2014 | 3 oktober 2014    |       | Centerpartiet       | Jönköpings län               | Annie Lööf               |
| 80    | Nina Lundström           | 29 september 2014 | 3 oktober 2014    |       | Liberalerna         | Stockholms kommun            | Birgitta Ohlsson         |
| 182   | Karin Nilsson            | 29 september 2014 | 3 oktober 2014    |       | Centerpartiet       | Kronobergs län               | Eskil Erlandsson         |
| 54    | Erik Ottoson             | 29 september 2014 | 3 oktober 2014    |       | Moderaterna         | Stockholms län               | Ewa Björling             |
| 83    | Fredrik Schulte          | 29 september 2014 | 3 oktober 2014    |       | Moderaterna         | Stockholms län               | Catharina Elmsäter-Svärd |
| 156   | Larry Söder              | 29 september 2014 | 3 oktober 2014    |       | Kristdemokraterna   | Hallands län                 | Göran Hägglund           |
| 115   | Agneta Karlsson          | 3 oktober 2014    | 13 oktober 2014   |       | Socialdemokraterna  | Stockholms län               | Ibrahim Baylan           |
| 46    | Patrik Engström          | 3 oktober 2014    | 31 mars 2017      |       | Socialdemokraterna  | Dalarnas län                 | Peter Hultqvist          |
| 87    | Sanne Lennström          | 3 oktober 2014    | 23 april 2017     |       | Socialdemokraterna  | Uppsala län                  | Ardalan Shekarabi        |
| 299   | Shadiye Heydari          | 3 oktober 2014    | 27 juli 2017      |       | Socialdemokraterna  | Göteborgs kommun             | Anna Johansson           |
| 312   | Ida Karkiainen           | 3 oktober 2014    | 31 augusti 2015   |       | Socialdemokraterna  | Norrbottens län              | Sven-Erik Bucht          |
| 39    | Elisabet Knutsson        | 3 oktober 2014    | 24 september 2018 |       | Miljöpartiet        | Skåne läns norra och östra   | Gustav Fridolin          |
| 247   | Serkan Köse              | 3 oktober 2014    | 31 mars 2017      |       | Socialdemokraterna  | Stockholms län               | Magdalena Andersson      |
| 81    | Teres Lindberg           | 3 oktober 2014    | 30 september 2015 |       | Socialdemokraterna  | Stockholms kommun            | Ylva Johansson           |
| 142   | Stefan Nilsson           | 3 oktober 2014    | 6 juni 2016       |       | Miljöpartiet        | Stockholms kommun            | Per Bolund               |
| 124   | Marianne Pettersson      | 3 oktober 2014    | 24 september 2018 |       | Socialdemokraterna  | Skåne läns södra             | Morgan Johansson         |
| 280   | Lawen Redar              | 3 oktober 2014    | 30 september 2015 |       | Socialdemokraterna  | Stockholms kommun            | Stefan Löfven            |
| 82    | Azadeh Rojhan Gustafsson | 3 oktober 2014    | 9 augusti 2016    |       | Socialdemokraterna  | Stockholms län               | Mikael Damberg           |
| 172   | Pernilla Stålhammar      | 3 oktober 2014    | 6 juni 2016       |       | Miljöpartiet        | Stockholms kommun            | Åsa Romson               |
| 50    | Börje Vestlund           | 3 oktober 2014    | 30 september 2015 |       | Socialdemokraterna  | Stockholms kommun            | Anders Ygeman            |
| 314   | Jakop Dalunde            | 14 oktober 2014   | 17 maj 2015       |       | Miljöpartiet        | Stockholms kommun            | Per Olsson               |
| 115   | Mathias Tegnér           | 14 oktober 2014   | 31 oktober 2015   |       | Socialdemokraterna  | Stockholms län               | Ibrahim Baylan           |
| 290   | Fredrik Eriksson         | 22 oktober 2014   | 21 december 2014  |       | Sverigedemokraterna | Jönköpings län               | Jimmie Åkesson           |
| 261   | Lars Püss                | 3 november 2014   | 29 mars 2015      |       | Moderaterna         | Hallands län                 | Jenny Petersson          |
| 80    | Nina Lundström           | 17 november 2014  | 3 juli 2015       |       | Liberalerna         | Stockholms kommun            | Birgitta Ohlsson         |
| 28    | Gunnar Hedberg           | 1 december 2014   | 30 maj 2015       |       | Moderaterna         | Uppsala län                  | Ulrika Karlsson          |
| 290   | Heidi Karlsson           | 22 december 2014  | 31 mars 2015      |       | Sverigedemokraterna | Jönköpings län               | Jimmie Åkesson           |
| 333   | Crister Spets            | 3 februari 2015   | 10 mars 2015      |       | Sverigedemokraterna | Hallands län                 | Jeff Ahl                 |
| 101   | Monica Tedestam Berglöw  | 5 februari 2015   | 10 mars 2015      |       | Sverigedemokraterna | Västra Götalands läns östra  | Margareta Larsson        |
| 101   | Crister Spets            | 11 mars 2015      | 31 mars 2015      |       | Sverigedemokraterna | Västra Götalands läns östra  | Margareta Larsson        |
| 101   | Heidi Karlsson           | 1 april 2015      | 15 maj 2015       |       | Sverigedemokraterna | Västra Götalands läns östra  | Margareta Larsson        |
| 149   | Torbjörn Björlund        | 7 april 2015      | 21 juni 2015      |       | Vänsterpartiet      | Östergötlands län            | Linda Snecker            |
| 242   | Jakop Dalunde            | 18 maj 2015       | 17 december 2015  |       | Miljöpartiet        | Stockholms kommun            | Maria Ferm               |
| 314   | Magda Rasmusson          | 18 maj 2015       | 17 december 2015  |       | Miljöpartiet        | Stockholms kommun            | Per Olsson               |
| 149   | Torbjörn Björlund        | 3 augusti 2015    | 4 januari 2016    |       | Vänsterpartiet      | Östergötlands län            | Linda Snecker            |
| 312   | Linus Sköld              | 1 september 2015  | 4 april 2016      |       | Socialdemokraterna  | Norrbottens län              | Sven-Erik Bucht          |
| 8     | Eva Lindh                | 1 september 2015  | 31 december 2015  |       | Socialdemokraterna  | Östergötlands län            | Johan Löfstrand          |
| 253   | Göran Lindell            | 11 september 2015 | 31 mars 2016      |       | Centerpartiet       | Jönköpings län               | Annie Lööf               |
| 256   | Ulrika Heindorff         | 28 september 2015 | 31 december 2015  |       | Moderaterna         | Skåne läns västra            | Jonas Jacobsson Gjörtler |
| 280   | Börje Vestlund           | 1 oktober 2015    | 28 maj 2017       |       | Socialdemokraterna  | Stockholms kommun            | Stefan Löfven            |
| 50    | Teres Lindberg           | 1 oktober 2015    | 28 maj 2017       |       | Socialdemokraterna  | Stockholms kommun            | Anders Ygeman            |
| 81    | Anders Österberg         | 1 oktober 2015    | 28 maj 2017       |       | Socialdemokraterna  | Stockholms kommun            | Ylva Johansson           |
| 18    | Ida Ekeroth              | 12 oktober 2015   | 31 december 2015  |       | Socialdemokraterna  | Västra Götalands läns östra  | Urban Ahlin              |
| 79    | Jamal Mouneimne          | 29 oktober 2015   | 12 september 2017 |       | Socialdemokraterna  | Västerbottens län            | Katarina Köhler          |
| 160   | John Skoglund            | 29 oktober 2015   | 7 december 2015   |       | Socialdemokraterna  | Västra Götalands läns norra  | Peter Johnsson           |
| 115   | Anna Vikström            | 1 november 2015   | 30 april 2016     |       | Socialdemokraterna  | Stockholms län               | Ibrahim Baylan           |
| 283   | Anders Lönnberg          | 1 november 2015   | 30 april 2016     |       | Socialdemokraterna  | Stockholms län               | Åsa Westlund             |
| 211   | Mats Pertoft             | 11 december 2015  | 6 augusti 2016    |       | Miljöpartiet        | Stockholms län               | Annika Hirvonen Falk     |
| 242   | Magda Rasmusson          | 18 december 2015  | 31 december 2015  |       | Miljöpartiet        | Stockholms kommun            | Maria Ferm               |
| 314   | Jakop Dalunde            | 18 december 2015  | 6 juni 2016       |       | Miljöpartiet        | Stockholms kommun            | Per Olsson               |
| 18    | Erik Ezelius             | 1 januari 2016    | 24 september 2018 |       | Socialdemokraterna  | Västra Götalands läns östra  | Urban Ahlin              |
| 333   | Heidi Karlsson           | 11 januari 2016   | 28 juli 2016      |       | Sverigedemokraterna | Hallands län                 | Jeff Ahl                 |
| 212   | Rolf Åbjörnsson          | 14 januari 2016   | 4 mars 2016       |       | Kristdemokraterna   | Stockholms län               | Jakob Forssmed           |
| 270   | Camilla Hansén           | 18 januari 2016   | 31 juli 2016      |       | Miljöpartiet        | Stockholms kommun            | Jonas Eriksson           |
| 158   | Eva Wallin               | 8 mars 2016       | 22 maj 2016       |       | Kristdemokraterna   | Västra Götalands läns västra | Roland Utbult            |
| 312   | Ida Karkiainen           | 5 april 2016      | 24 september 2018 |       | Socialdemokraterna  | Norrbottens län              | Sven-Erik Bucht          |
| 180   | Eva Lindh                | 18 april 2016     | 1 januari 2017    |       | Socialdemokraterna  | Östergötlands län            | Teresa Carvalho          |
| 115   | Mathias Tegnér           | 1 maj 2016        | 24 september 2018 |       | Socialdemokraterna  | Stockholms län               | Ibrahim Baylan           |
| 210   | Jenny Bengtsson          | 12 maj 2016       | 27 juli 2016      |       | Vänsterpartiet      | Stockholms län               | Ali Esbati               |
| 142   | Pernilla Stålhammar      | 7 juni 2016       | 14 juli 2017      |       | Miljöpartiet        | Stockholms kommun            | Per Bolund               |
| 314   | Stefan Nilsson           | 7 juni 2016       | 14 juli 2017      |       | Miljöpartiet        | Stockholms kommun            | Per Olsson               |
| 176   | Crister Spets            | 14 juni 2016      | 28 juli 2016      |       | Sverigedemokraterna | Stockholms län               | Julia Kronlid            |
| 36    | Jamal El-Haj             | 15 juni 2016      | 24 september 2018 |       | Socialdemokraterna  | Malmö kommun                 | Leif Jakobsson           |
| 126   | Christer Adelsbo         | 1 juli 2016       | 5 mars 2017       |       | Socialdemokraterna  | Skåne läns norra och östra   | Anna Wallentheim         |
| 176   | Heidi Karlsson           | 29 juli 2016      | 18 mars 2017      |       | Sverigedemokraterna | Stockholms län               | Julia Kronlid            |
| 320   | Alexandra Anstrell       | 1 augusti 2016    | 31 januari 2017   |       | Moderaterna         | Stockholms län               | Ida Drougge              |
| 82    | Anna Vikström            | 10 augusti 2016   | 1 april 2017      |       | Socialdemokraterna  | Stockholms län               | Mikael Damberg           |
| 237   | Åsa Eriksson             | 15 augusti 2016   | 1 april 2017      |       | Socialdemokraterna  | Västmanlands län             | Olle Thorell             |
| 254   | Roland Gustbée           | 12 september 2016 | 26 februari 2017  |       | Moderaterna         | Kronobergs län               | Johan Hultberg           |
| 73    | Pål Jonson               | 14 september 2016 | 11 oktober 2016   |       | Moderaterna         | Värmlands län                | Pia Hallström            |
| 204   | Marie-Louise Rönnmark    | 1 oktober 2016    | 1 april 2017      |       | Socialdemokraterna  | Västerbottens län            | Björn Wiechel            |
| 209   | Gustav Blix              | 3 oktober 2016    | 2 december 2016   |       | Moderaterna         | Stockholms kommun            | Amir Adan                |
| 208   | Stefan Svanström         | 11 oktober 2016   | 1 januari 2017    |       | Kristdemokraterna   | Stockholms kommun            | Caroline Szyber          |
| 151   | Crister Spets            | 19 oktober 2016   | 23 december 2016  |       | Sverigedemokraterna | Kalmar län                   | Paula Bieler             |
| 208   | Sofia Modigh             | 2 januari 2017    | 30 april 2017     |       | Kristdemokraterna   | Stockholms kommun            | Caroline Szyber          |
| 249   | Faradj Koliev            | 9 januari 2017    | 30 juni 2017      |       | Socialdemokraterna  | Stockholms län               | Leif Nysmed              |
| 212   | Rolf Åbjörnsson          | 12 januari 2017   | 12 februari 2017  |       | Kristdemokraterna   | Stockholms län               | Jakob Forssmed           |
| 277   | Linus Sköld              | 1 februari 2017   | 1 augusti 2017    |       | Socialdemokraterna  | Norrbottens län              | Hannah Bergstedt         |
| 8     | Eva Lindh                | 27 februari 2017  | 30 juni 2017      |       | Socialdemokraterna  | Östergötlands län            | Johan Löfstrand          |
| 173   | Sultan Kayhan            | 2 mars 2017       | 28 maj 2017       |       | Socialdemokraterna  | Stockholms kommun            | Arhe Hamednaca           |
| 93    | Crister Spets            | 3 mars 2017       | 18 mars 2017      |       | Sverigedemokraterna | Malmö kommun                 | Anders Forsberg          |
| 93    | Heidi Karlsson           | 19 mars 2017      | 20 mars 2017      |       | Sverigedemokraterna | Malmö kommun                 | Anders Forsberg          |
| 93    | Crister Spets            | 21 mars 2017      | 1 juni 2017       |       | Sverigedemokraterna | Malmö kommun                 | Anders Forsberg          |
| 176   | Heidi Karlsson           | 21 mars 2017      | 14 maj 2017       |       | Sverigedemokraterna | Stockholms län               | Julia Kronlid            |
| 46    | Marie Olsson             | 1 april 2017      | 24 september 2018 |       | Socialdemokraterna  | Dalarnas län                 | Peter Hultqvist          |
| 247   | Anders Lönnberg          | 1 april 2017      | 31 augusti 2017   |       | Socialdemokraterna  | Stockholms län               | Magdalena Andersson      |
| 82    | Azadeh Rojhan Gustafsson | 2 april 2017      | 24 september 2018 |       | Socialdemokraterna  | Stockholms län               | Mikael Damberg           |
| 87    | Gustaf Lantz             | 24 april 2017     | 31 december 2017  |       | Socialdemokraterna  | Uppsala län                  | Ardalan Shekarabi        |
| 259   | Camilla Mårtensen        | 2 maj 2017        | 2 juli 2017       |       | Liberalerna         | Skåne läns södra             | Mats Persson             |
| 100   | Björn Rubenson           | 3 maj 2017        | 30 september 2017 |       | Kristdemokraterna   | Västra Götalands läns östra  | Annika Eclund            |
| 333   | Heidi Karlsson           | 15 maj 2017       | 1 juni 2017       |       | Sverigedemokraterna | Hallands län                 | Jeff Ahl                 |
| 28    | Gunnar Hedberg           | 18 maj 2017       | 18 juni 2017      |       | Moderaterna         | Uppsala län                  | Ulrika Karlsson          |
| 280   | Teres Lindberg           | 29 maj 2017       | 24 september 2017 |       | Socialdemokraterna  | Stockholms kommun            | Stefan Löfven            |
| 50    | Anders Österberg         | 29 maj 2017       | 27 juli 2017      |       | Socialdemokraterna  | Stockholms kommun            | Anders Ygeman            |
| 81    | Sultan Kayhan            | 29 maj 2017       | 24 september 2017 |       | Socialdemokraterna  | Stockholms kommun            | Ylva Johansson           |
| 173   | Mattias Vepsä            | 29 maj 2017       | 27 juli 2017      |       | Socialdemokraterna  | Stockholms kommun            | Arhe Hamednaca           |
| 333   | Crister Spets            | 2 juni 2017       | 30 juni 2017      |       | Sverigedemokraterna | Hallands län                 | Jeff Ahl                 |
| 316   | Helena Bonnier           | 5 juli 2017       | 5 mars 2018       |       | Moderaterna         | Stockholms kommun            | Tina Ghasemi             |
| 259   | Camilla Mårtensen        | 6 juli 2017       | 6 augusti 2017    |       | Liberalerna         | Skåne läns södra             | Mats Persson             |
| 142   | Stefan Nilsson           | 15 juli 2017      | 24 september 2018 |       | Miljöpartiet        | Stockholms kommun            | Per Bolund               |
| 314   | Lorentz Tovatt           | 15 juli 2017      | 24 september 2018 |       | Miljöpartiet        | Stockholms kommun            | Per Olsson               |
| 183   | ClasGöran Carlsson       | 27 juli 2017      | 24 september 2018 |       | Socialdemokraterna  | Kronobergs län               | Tomas Eneroth            |
| 173   | Anders Österberg         | 28 juli 2017      | 24 september 2017 |       | Socialdemokraterna  | Stockholms kommun            | Arhe Hamednaca           |
| 132   | Eva-Lena Gustavsson      | 2 augusti 2017    | 21 januari 2018   |       | Socialdemokraterna  | Värmlands län                | Jonas Gunnarsson         |
| 247   | Serkan Köse              | 1 september 2017  | 24 september 2018 |       | Socialdemokraterna  | Stockholms län               | Magdalena Andersson      |
| 30    | John Widegren            | 11 september 2017 | 31 december 2017  |       | Moderaterna         | Östergötlands län            | Andreas Norlén           |
| 79    | Marie-Louise Rönnmark    | 13 september 2017 | 15 oktober 2017   |       | Socialdemokraterna  | Västerbottens län            | Katarina Köhler          |
| 280   | Anders Österberg         | 25 september 2017 | 24 september 2018 |       | Socialdemokraterna  | Stockholms kommun            | Stefan Löfven            |
| 173   | Sultan Kayhan            | 25 september 2017 | 24 september 2018 |       | Socialdemokraterna  | Stockholms kommun            | Arhe Hamednaca           |
| 81    | Mattias Vepsä            | 25 september 2017 | 24 september 2018 |       | Socialdemokraterna  | Stockholms kommun            | Ylva Johansson           |
| 333   | Crister Spets            | 1 oktober 2017    | 31 oktober 2017   |       | Sverigedemokraterna | Hallands län                 | Jeff Ahl                 |
| 33    | David Lindvall           | 9 oktober 2017    | 15 juli 2018      |       | Socialdemokraterna  | Gotlands län                 | Hanna Westerén           |
| 342   | Åsa Eriksson             | 9 oktober 2017    | 14 mars 2018      |       | Socialdemokraterna  | Västmanlands län             | Anna Wallén              |
| 211   | Mats Pertoft             | 19 oktober 2017   | 17 april 2018     |       | Miljöpartiet        | Stockholms län               | Annika Hirvonen Falk     |
| 79    | Marie-Louise Rönnmark    | 19 oktober 2017   | 24 september 2018 |       | Socialdemokraterna  | Västerbottens län            | Katarina Köhler          |
| 333   | Crister Spets            | 1 december 2017   | 28 februari 2018  |       | Sverigedemokraterna | Hallands län                 | Jeff Ahl                 |
| 87    | Sanne Lennström          | 1 januari 2018    | 24 september 2018 |       | Socialdemokraterna  | Uppsala län                  | Ardalan Shekarabi        |
| 261   | Lars Püss                | 29 januari 2018   | 6 maj 2018        |       | Moderaterna         | Hallands län                 | Jenny Petersson          |
| 111   | Erik Slottner            | 5 februari 2018   | 24 september 2018 |       | Kristdemokraterna   | Stockholms kommun            | Désirée Pethrus          |
| 281   | Amne Ali                 | 1 mars 2018       | 31 maj 2018       |       | Socialdemokraterna  | Stockholms kommun            | Emanuel Öz               |
| 120   | Karl Längberg            | 8 mars 2018       | 24 september 2018 |       | Socialdemokraterna  | Kalmar län                   | Lena Hallengren          |
| 342   | Åsa Eriksson             | 20 mars 2018      | 21 mars 2018      |       | Socialdemokraterna  | Västmanlands län             | Anna Wallén              |
| 342   | Mikael Peterson          | 22 mars 2018      | 29 april 2018     |       | Socialdemokraterna  | Västmanlands län             | Anna Wallén              |
| 277   | Linus Sköld              | 16 april 2018     | 14 juni 2018      |       | Socialdemokraterna  | Norrbottens län              | Hannah Bergstedt         |